# Hans Huth (Kunsthistoriker, 1927)
Hans Huth, eigentlich Karl Johann Huth (* 1927 in Worms; † 24. Juni 2010), war ein deutscher Kunsthistoriker und Denkmalpfleger.

## Leben
Hans Huth studierte zunächst Architektur in Darmstadt, dann jedoch Kunstgeschichte, Klassische Archäologie und Geschichte in Heidelberg, wo er 1957 promoviert wurde. 1958 begann er seine Tätigkeit als Denkmalpfleger am Staatlichen Amt für Denkmalpflege in Karlsruhe, ab 1972 der Außenstelle Karlsruhe des Landesdenkmalamtes Baden-Württemberg. Ende März 1989 trat er in den Ruhestand.
Er war für die Bearbeitung der Kunstinventarbände Nordbadens zuständig. Seit 1981 widmete er sich der Listenerfassung der Kulturdenkmale in den Stadtkreisen Mannheim und Baden-Baden sowie in großen Teilen des Rhein-Neckar-Kreises.

## Veröffentlichungen (Auswahl)
- Die romanische Basilika zu Bechtheim bei Worms. In: Der Wormsgau 4, 1959/60, S. 9–97 (Dissertation).
- Die Kunstdenkmäler des Landkreises Rastatt. Deutscher Kunstverlag, München 1963.
- Die Kunstdenkmäler des Landkreises Mannheim (ohne die Stadt Schwetzingen). Deutscher Kunstverlag, München 1967.
- Die Kunstdenkmäler des Stadtkreises Mannheim. 2 Teilbände. Deutscher Kunstverlag, München 1982, ISBN 3-422-00556-0.